# Bridgit Mendler

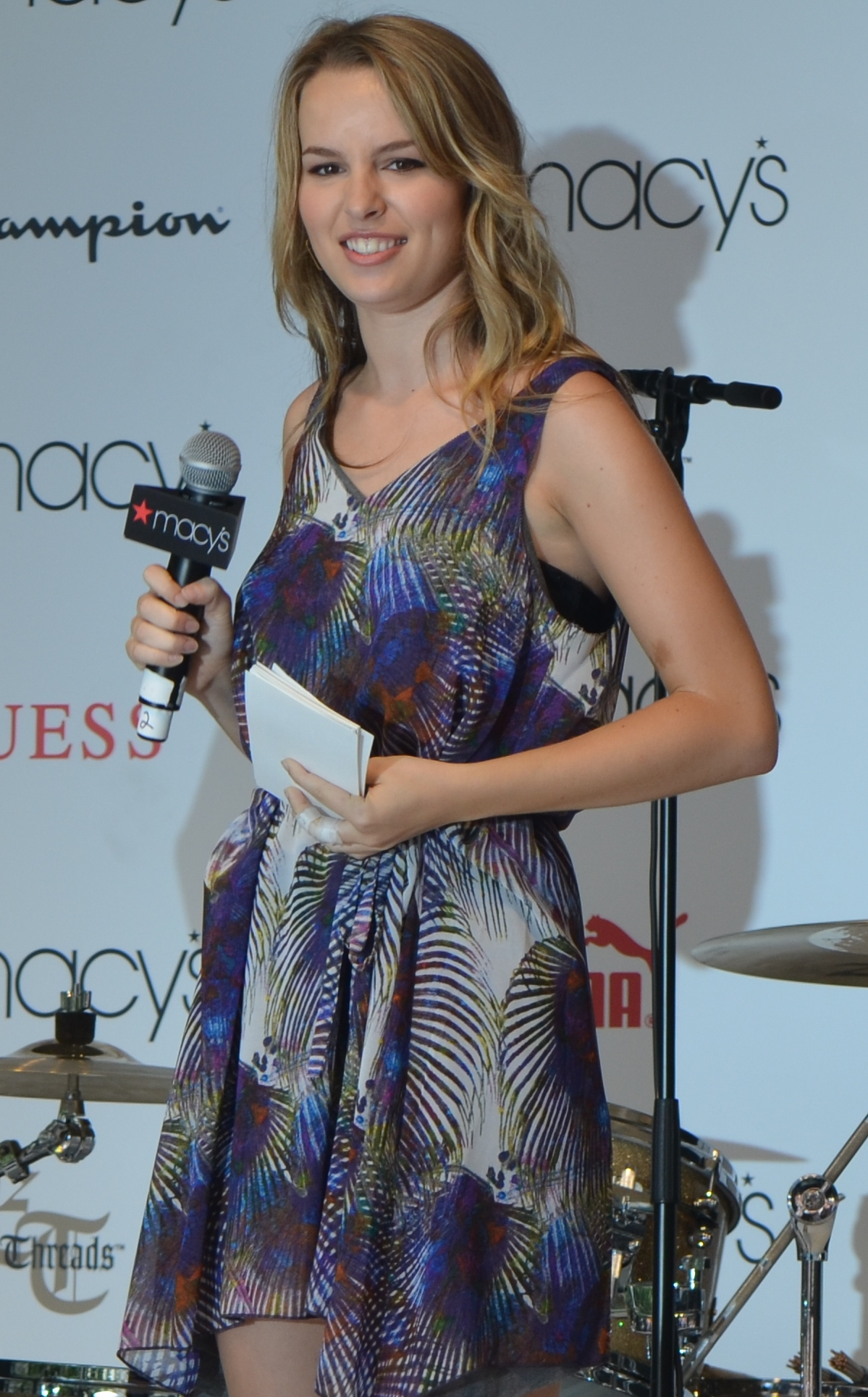
Bridgit Mendler

Bridgit Claire Mendler (* 18. prosince 1992, Washington D.C., Spojené státy americké) je americká herečka a zpěvačka. Nejvíce se proslavila rolí Teddy Duncan v seriálu Hodně štěstí, Charlie. V roce 2012 vydala své debutové album Hello My Name Is. V roce 2016 vydala EP Nemesis. Dále se objevila ve filmech s Alice Upside Down (2007), Dívčí parta (2008), Alvin a Chipmunkové 2 (2009), Šéfe, jsem v tom! (2009), Lemonade Mouth (2011) a A zase ti Mupeti! (2014). Během let 2015 až 2016 hrála v seriálu stanice NBC Neranditelní a v roce 2017 hrála v seriálu Nashville.

## Životopis
Bridgit se narodila ve Washingtonu D.C. a je dcerou Sandy a Charlese Mendlera. Má mladšího bratra Nicka. Když jí bylo osm let, přestěhovali se s rodiči a sestrou Zoey na západní pobřeží do města Mill Valley blízko San Francisca, kde se začala zajímat o herectví. Stala se nejmladší vystupující na festivalu San Francisco Fringe Festival. V 11 letech si najala agenta.

## Kariéra

### 2004-09: Začátky
V roce 2004 získala první roli ve filmu The Legend of Buddha. Ve 13 letech získala hostující Když slavila třinácté narozeniny a krátce nato se dočkala své první role v seriálu General Hospital, ale neprosadila se. V roce 2007 získala roli ve filmu Alice Upside Down, po boku Alyson Stoner a Lucase Grabeela. V tom samém roce dělala konkurz na roli Sonny do seriálu Sonny ve velkém světě, roli však získala Demi Lovato. S Lindsay Lohan se objevila ve filmu Šéfe, jsem v tom!. V roce 2007 si také zahrála Penny v seriálu Jonas L. A., kde zpívala a hrála na kytaru s Nickem Jonasem. V roce 2008 si zahrála Kristen Gregory ve filmu Dívčí parta. V roce 2009 získala vedlejší roli v Disney Channel seriálu Kouzelníci z Waverly, po boku Seleny Gomez a Davida Henrieho. Dohromady se objevila v jedenácti epizodách.

### 2010-13:Hodně štěstí, CharlieaHello My Name Is...
V roce 2010 nastal zlom v její kariéře. Začal se totiž točit seriál Hodně štěstí, Charlie a ona byla první adeptkou na hlavní roli Teddy Duncan. Sitcom měl v USA velký úspěch. Vypráví o jedné normální rodině se čtyřmi dětmi. Nejmladší je právě již zmíněná Charlie a její starší sestra v podání Bridgit ji točí video-deníček, čemuž se má v období dospívání pokud možno vyhnout.
V roce 2011 získala roli Olivie White v Disney Channel původním filmu Lemonade Mouth, kde mimo jiné prokázala i svůj pěvecký talent. Pro filmový soundtrack nahrála několik písniček. Písnička "Somebody" se umístila na 89. místě v žebříčku Billboard Hot 100. Druhý singl "Deteminate" se umístil na 51. místě žebříčku. V Lemonade Mouth si zahrála s Hayley Kiyoko, Adam Hicks, Naomi Scott a Blake Michael.
V roce 2011 byla obsazena do role Appoline ve filmu Čivava z Beverly Hills 2. V březnu 2011 bylo oznámeno, že podepsala nahrávací smlouvu s Hollywood Records a začala pracovat na svém debutovém albu. V tom samém roce si zahrála v původním filmu stanice Disney Hodně štěstí, Charlie: Film o velké cestě. V roce 2012 si zahrála v jedné epizodě seriálu Dr. House.
V létě 2012 oznámila, že její debutový singl bude "Ready Or Not". Singl byl vydán 7. srpna a umístil se na 49. místě ve Spojených státech a na 53. místě v Austrálii. Vyjela na své první turné po Severní Americe Bridgit Mendler: Live in Concert. Její debutové album Hello My Name Is bylo vydáno 22. října v roce 2012. Album se umístilo na 30. místě na žebříčku Billboard 200. Vydala dvě promo singly: "Forgot to Laugh" a "Top of the World".
12. února 2013 vydala svůj druhý singl "Hurricane" a umístil se na prvním místě žebříčku Billboard Bubbling Under Hot 100.V červnu vyjela na své druhé turné Summer Tour. 30. dubna vydala EP Live in London.

### 2013–dosud:Neranditelnía druhé studiové album
9. dubna 2013 potvrdila v rozhovoru s Billboard magazínem, že pracuje na druhém studiovém albu. 28. června 2014 začalo pokračování Summer Tour v Kanadě. V listopadu 2014 bylo oznámeno, že získala hlavní roli v druhé sérii seriálu stanice NBC Neranditelní. V červenci 2015 bylo oznámeno, že opustila Hollywood Records. V roce 2016 vydala EP Nemesis. V říjnu 2016 byla obsazena do role Ashley Wilkenson v seriálu Nashville.

## Osobní život
27. března 2012 potvrdil Shane Harper v rozhovoru, že s Bridget tvoří pár. Dvojice se seznámila na natáčení seriálu Hodně štěstí, Charlie. V listopadu 2015 prozradila, že se dvojice rozešla.
V roce 2017 začala chodit s Griffinem Cleverlym a v dubnu roku 2019 oznámili zásnuby.

## Filmografie

### Film
| Rok  | Název                         | Role            | Poznámky           |
| ---- | ----------------------------- | --------------- | ------------------ |
| 2004 | The Legend of Buddha          | Lucy (hlas)     |                    |
| 2007 | Alice Upside Down             | Pamela Jones    |                    |
| 2008 | Dívčí parta                   | Kristen Gregory |                    |
| 2009 | Alvin a Chipmunkové 2         | Becca Kingston  |                    |
| 2011 | Čivava z Beverly Hills 2      | Appoline (hlas) |                    |
| 2012 | Arrietty ze světa půjčovníčků | Arrietty (hlas) |                    |
| 2014 | A zase ti Mupeti!             | Minnie          | nekreditovaná role |
| 2014 | Lennon or McCartney           | Samu sebe       | dokument           |
| 2018 | Father of the Year            | Meredith        |                    |

### Televize
| Rok     | Název                                     | Role               | Poznámky |
| ------- | ----------------------------------------- | ------------------ | --- |
| 2006    | General Hospital                          | Lulu vysněná dcera | díl: „11129“ |
| 2009    | Jonas                                     | Penny              | díl: „Wrong Song“ |
| 2009    | Šéfe, jsem v tom!                         | Emma Clayhill      | televizní film |
| 2009–12 | Kouzelníci z Waverly                      | Juliet van Heusen  | vedlejší role (2.–4. řada),10 dílů nominace – Young Artist Award v kategorii nejlepší vystoupení v televizním seriálu - vedlejší role - mladá herečka 17-21 (2012) |
| 2010–14 | Hodně štěstí, Charlie                     | Teddy Duncan       | hlavní role, 97 dílů nominace – Kids' Choice Awards v kategorii nejlepší televizní herečka (2012–2014) nominace – Teen Choice Award v kategorii televizní objev roku - herečka (2010) nominace – Teen Choice Award v kategorii nejlepší televizní herečka v hlavní roli - komedie (2013) |
| 2011    | Extreme Makeover: Home Edition            | Samu sebe          | díl: „The Walker Family“ |
| 2011    | PrankStars                                | Samu sebe          | díl: „Secret Agent“ |
| 2011    | Degrassi: The Next Generation             | Emily Quagmire     | díl: „Don't Panic (1)“ |
| 2011    | Lemonade Mouth                            | Olivia White       | televizní film |
| 2011    | Hodně štěstí, Charlie: Film o velké cestě | Teddy Duncan       | televizní film |
| 2012    | Dr. House                                 | Callie Rogers      | díl: „Útěky“ |
| 2013    | Violetta                                  | Samu sebe          | díl: „A Celebrity, a Song“ |
| 2013    | We Day                                    | Moderátorka        | televizní speciál |
| 2013    | Jessie                                    | Teddy Duncan       | díl: „Good Luck Jessie: NYC Christmas“ |
| 2015–16 | Neranditelní                              | Candace            | hlavní role, 23 dílů nominace – Cena Emmy v kategorii nejlepší herečka ve vedlejší roli v komediálním seriálu (2015) |
| 2017    | Nashville                                 | Ashley Wilkenson   | díl: „Let's Put It Back Together Again“ |
| 2019    | Merry Happy Whatever                      | Emmy Quinn         | hlavní role |

### Videohry
| Rok  | Název                    | Role  | Poznámky |
| ---- | ------------------------ | ----- | -------- |
| 2006 | Bone: The Great Cow Race | Thorn |          |

## Diskografie

### Studiová alba
- Hello My Name Is... (2012)

### EP
- Live in London (2013)
- Nemesis (2016)

## Koncertní turné
- Live in Concert (2012)
- Summer Tour (2013–14)
- Nemesis Tour (2016–17)